# Younkers

Vorig logo gebruikt door de keten voordat het werd vervangen door het huidige.

Younkers Inc. is een Amerikaanse webwinkel en voormalige warenhuisketen, opgericht in 1856 als een familiebedrijf in kruidenierswaren in Keokuk, Iowa. De onderneming breidde in meer dan 150 jaar uit met filialen in  Iowa en aangrenzende staten in het Midwesten van de Verenigde Staten. Younkers werd invloedrijk toen het in de 20e eeuw verschillende rivalen verwierf, zowel binnen als buiten Iowa. De keten zelf werd eind jaren negentig verkocht en het in Des Moines gevestigde hoofdkantoor werd in 2003 gesloten als onderdeel van een bedrijfsconsolidatie. Na de laatste verkoop in 2006 opereerde Younkers als een dochteronderneming van The Bon-Ton, met locaties in zeven staten in het middenwesten, voornamelijk in winkelcentra. Op 29 augustus 2018 sloot Younkers definitief haar deuren.

## Geschiedenis
Het bedrijf werd in 1856 opgericht door drie Pools-Joodse immigrantenbroers Lipman, Samuel en Marcus Younker, die een winkel openden in Keokuk, Iowa. Herman Younker, een jongere halfbroer van de drie oprichters, opende in 1874 een winkel voor kruidenierswaren in Des Moines, Iowa. Na de dood van Samuel in 1879 werd de winkel in Keokuk gesloten en werd de locatie in Des Moines de hoofdwinkel. In 1899 werd de hoofdwinkel van de gebroeders Younker in het centrum van Des Moines verplaatst naar 7th Street en Walnut Street, en deze winkel bleef 106 jaar op dezelfde locatie actief tot de sluiting op 12 augustus 2005. De winkel in het centrum van Des Moines werd bekend vanwege het Tea Room-restaurant, dat in 1913 werd geopend en bleef tot kort voor de winkel sloot. In 1939 kreeg het warenhuis de eerste roltrap van Iowa, bekend als de "elektrische trap".

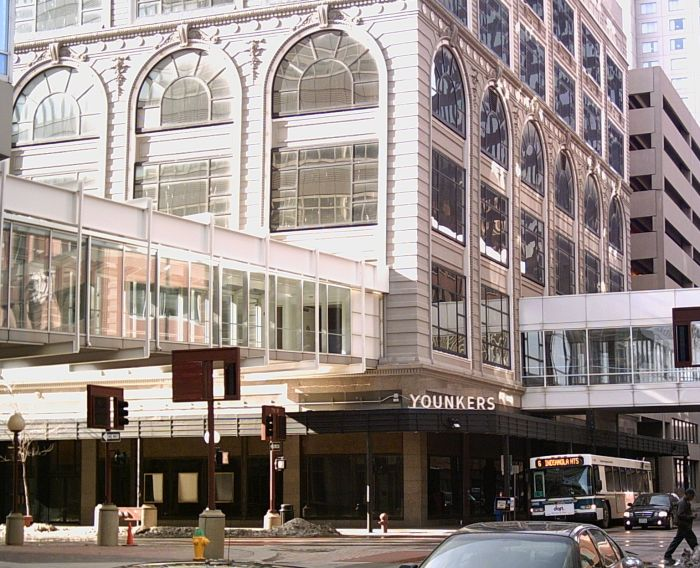
De oorspronkelijke Younkers-winkel in het centrum van Des Moines, Iowa.

### Oprichting Younkers
Een reeks overnames, uitbreidingen en fusies hadden tot gevolg dat het bedrijf zijn naam veranderde in Younkers Incorporated. Het warenhuis in het centrum van Des Moines werd in 1912 gekocht. Het bedrijf begon in de jaren twintig te groeien door andere warenhuizen in Iowa over te nemen, waaronder Wilkins Department Stores (1923), Harris-Emery (1927) en J. Mandelbaum and Sons (1928). De in Iowa gevestigde detailhandelaren Brintnall's uit Marshalltown en Davidson's uit Sioux City werden in 1948 overgenomen en Yetters uit Iowa City in 1949. Younkers begon in de jaren vijftig uit te breiden buiten Iowa en opende in 1955 zijn eerste winkelcentrum-filiaal in Omaha, Nebraska. (Het verwierf in 1961 het warenhuis Klipastrick's in Omaha. In 1978 had Younkers 28 winkels in vijf staten.

### Branden
In november 1978 brak er brand uit in de Younkers-winkel in de Merle Hay Mall in Des Moines, waarbij elf mensen om het leven kwamen en de oorspronkelijke Younkers-winkel in het winkelcentrum werd verwoest. Tot op heden is het de meest verwoestende brand in de geschiedenis van Des Moines. Het is ook de derde dodelijkste brand in een warenhuis in de Amerikaanse geschiedenis. De brand werd veroorzaakt door defecte bedrading. 
In de vroege uren van 29 maart 2014 verwoestte een brand het voormalige warenhuis Younker Brothers in het centrum van Des Moines terwijl het pand werd gerenoveerd. Het oostelijke, originele gebouw uit 1899 stortte gedeeltelijk in bij de brand en werd gesloopt. Het westelijke Wilkins Department Store-gebouw uit 1909, waar Younker's in 1924 naartoe was uitgebreid, bestond in 2016 nog steeds en werd gerenoveerd. 

### Overnames van Brandeis en H.C. Prange

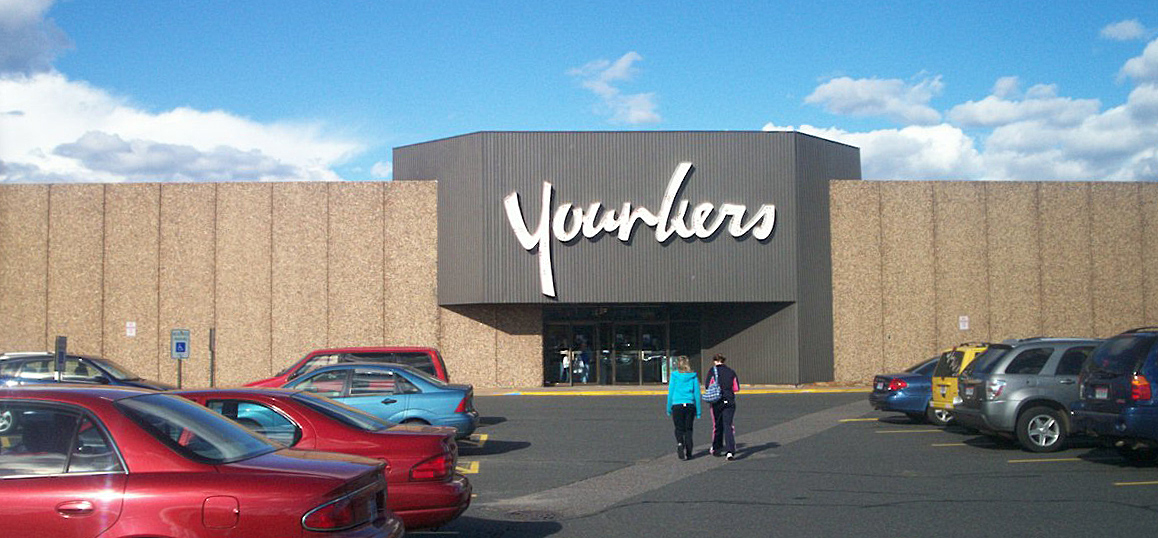
Een Younkers-warenhuis in Marquette, Michigan, die werd omgedoopt tot H.C. Prange

Younkers werd van 1979 tot 1992 geëxploiteerd door de verzekeringsmaatschappij Equitable of Iowa, nadat het sinds 1948 een beursgenoteerd bedrijf was. Onder eigendom van Equitable verwierf Younkers in 1987 alle elf locaties van de in Omaha gevestigde warenhuisketen J. L. Brandeis and Sons. Op 22 april 1992 keerde het bedrijf terig naar de beurs en werd genoteerd aan de NASDAQ. Daarna nam Younkers de 22 winkels van de H.C. Prange & Co.-keten met vestigingen in Wisconsin en Michigan over.

### Fusie met Proffitt's
Nadat een vijandig overnamebod van Carson Pirie Scott in 1995 werd afgewezen, stemden de aandeelhouders van Younkers in met een vriendschappelijke fusie met Proffitt's, Inc., uit Knoxville, Tennessee. De fusie werd in december 1996 voltooid. Proffitt's zou later Carson Pirie Scott overnemen, en in 1998 verwierf Proffitt's Saks Fifth Avenue om Saks Incorporated te vormen. In 2003 sloot Saks het hoofdkantoor van Younkers in Des Moines en voegde dit samen met die van Carson Pirie Scott in Milwaukee, Wisconsin.

### Verkoop aan The Bon-Ton
Saks verkocht Younkers en zijn andere winkels, die deel uitmaakte van de Northern Department Store Group (Carson Pirie Scott, Bergner's, Boston Store en Herberger's) op 6 maart 2006 aan Bon-Ton Stores voor een bedrag van $ 1,1 miljard in 2023.
Op 31 januari 2018 kondigde Bon-Ton aan dat tussen februari en april 2018, 42 locaties in het hele land gesloten zouden worden, waaronder 9 filialen in de staat Wisconsin.
Op 17 april 2018 kondigde Bon Ton Stores aan dat alle 267 winkels gesloten zouden worden, nadat Great American Group en Tiger Capital Group, een winnend bod op de onderneming hadden gedaan bij de curatoren. Het bod werd geschat op een waarde van $ 775,5 miljoen. Dit omvatte alle resterende Younkers-locaties. 

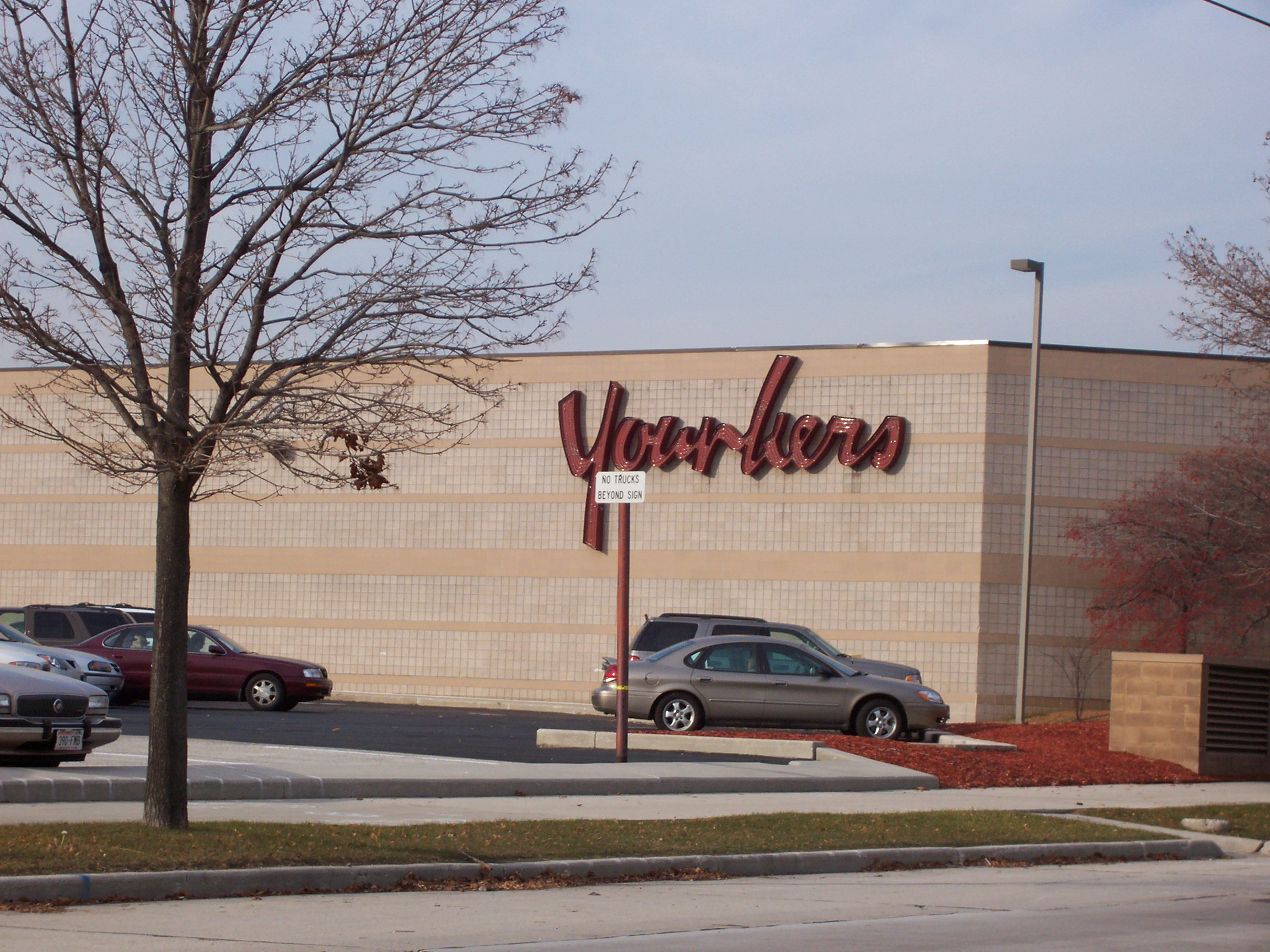
Buitenkant van een Younkers-winkel in Sheboygan, Wisconsin, een voormalig H.C. Prange Co.-filiaal.

Op 29 augustus 2018 sloot Younkers definitief de deuren.

### Verkoop aan BrandX.com, Inc
Op 10 september 2018 verwierf het in Indiana gevestigde CSG Generation uit Merrillville alle handelsmerken en intellectuele eigendommen van The Bon-Ton (York, Pennsylvania). Vervolgens verkocht CSG Generation begin 2021 deze onderhands aan het in New York gevestigde BrandX.com.
In mei 2022 maakte BrandX.com bekend dat Younkers in 2023 zou heropenen met een fysieke vestiging.